# خوسيه كيرانتي
خوسيه كيرانتي (من مواليد 1 يناير 1884) لاعب ومدرب كرة قدم إسباني سابق، درب عدة أندية مان من ضمنها نادي ريال مدريد في أول موسم في الدوري الإسباني. وايضاً لعب لبرشلونة وريال مدريد وكان أول لاعب في التاريخ يلعب للغريمين.